# 찬드 바오리
찬드 바오리(힌디어: चाँद बावड़ी, 영어: Chand Baori)는 인도 라자스탄주 자이푸르에 가까운 아바네리에 있는 거대한 계단식 우물이다. 이 우물은 하샤트 마타 사원의 반대편에 위치하고 있으며, 인도에서 가장 깊고 큰 계단식 우물의 하나이다. 9세기에 지어졌으며, 계단의 수는 3500, 층수는 13층으로 깊이는 100피트에 도달한다. 이 곳은 영화의 촬영지에도 자주 사용되고 있어, 《더 폴: 오디어스와 환상의 문》 등 여러 영화에서 볼 수 있다.

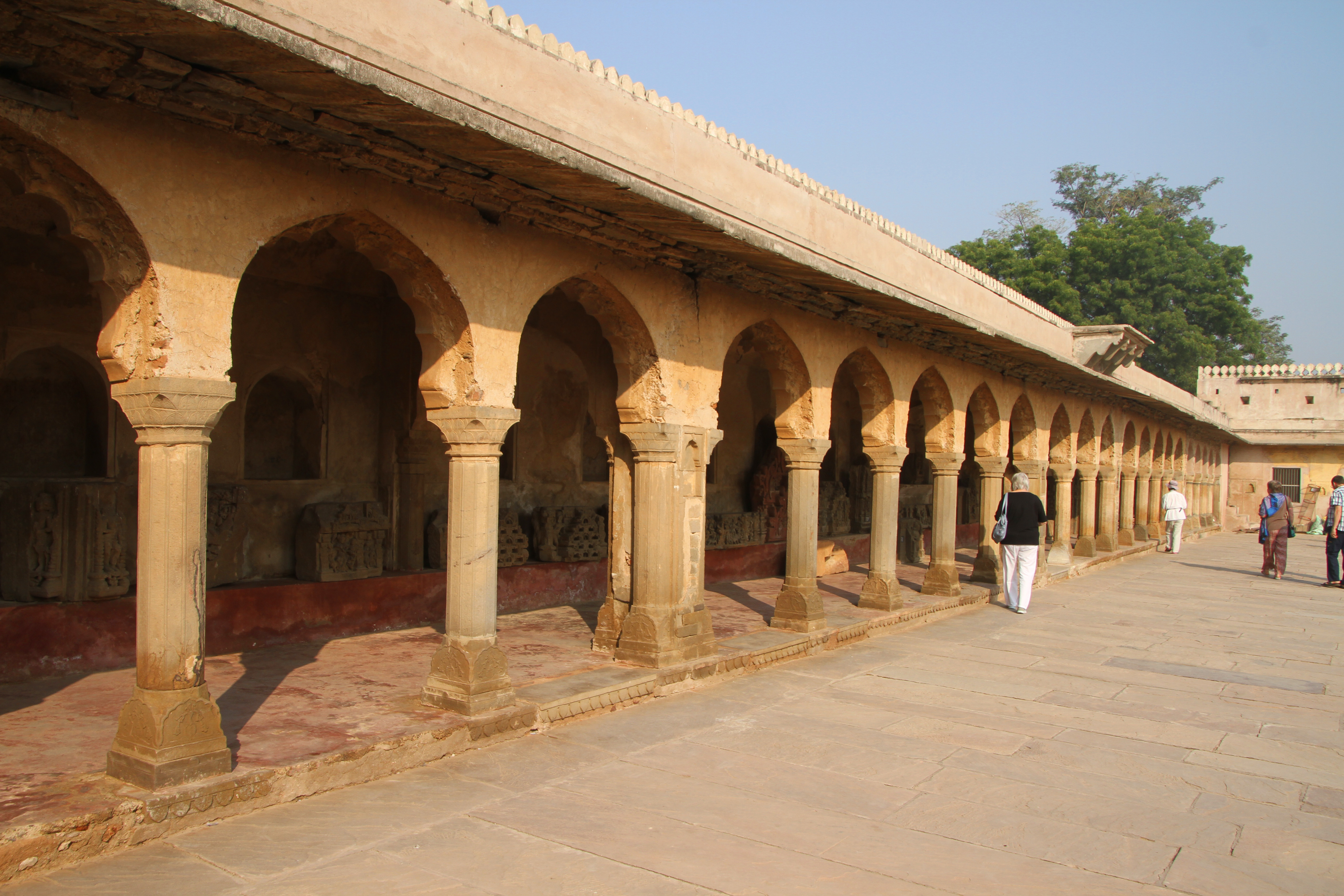
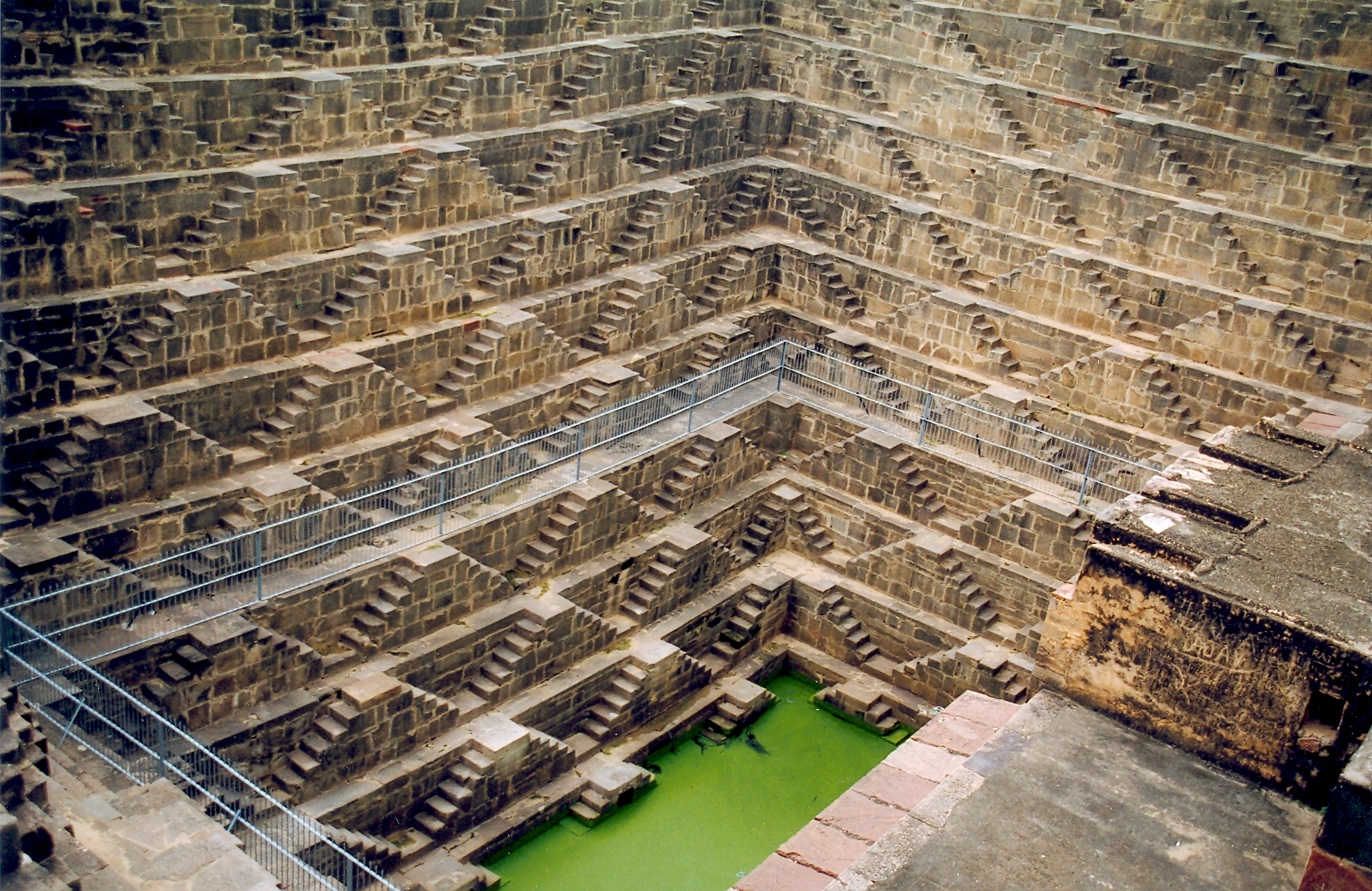
찬드 바오리
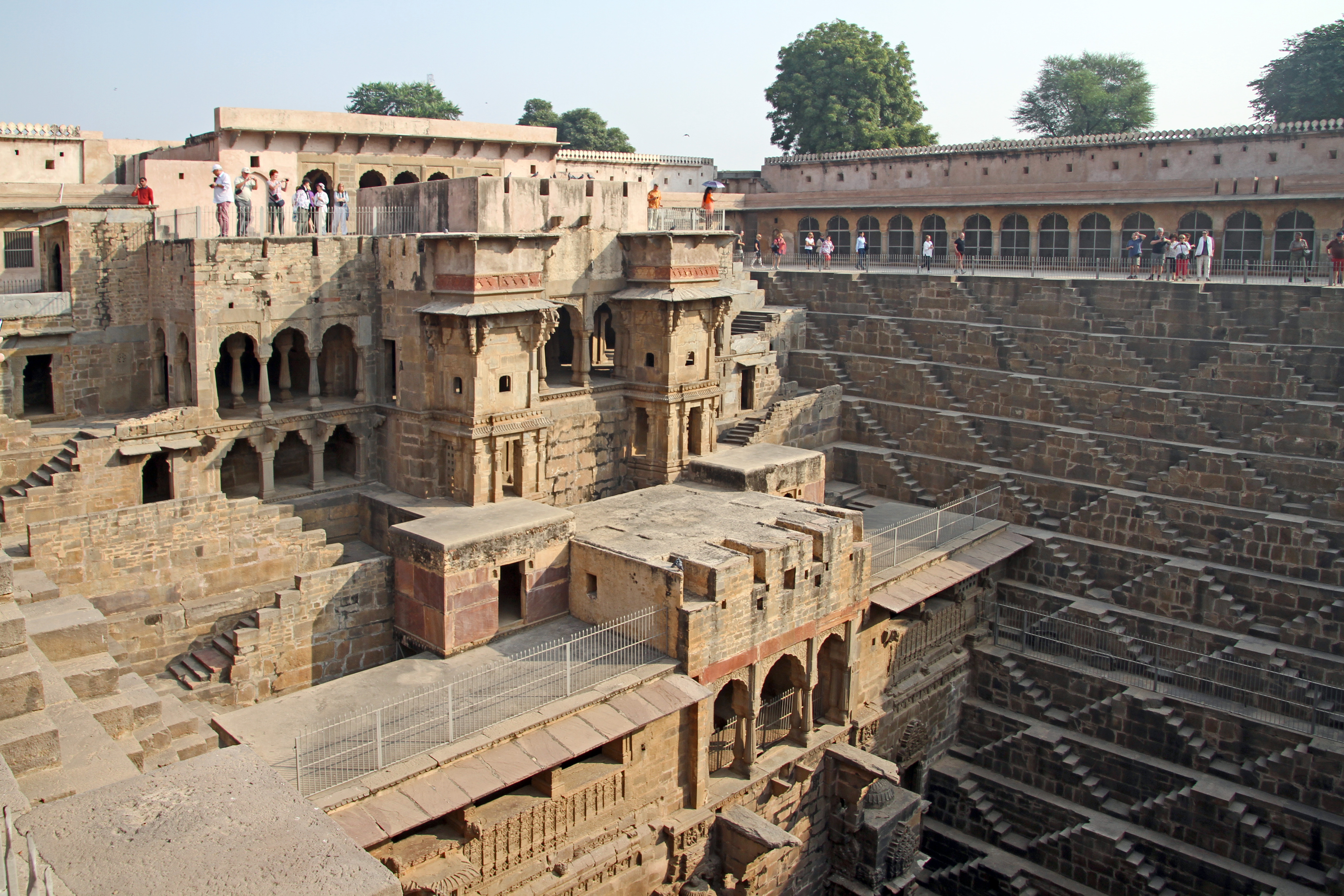
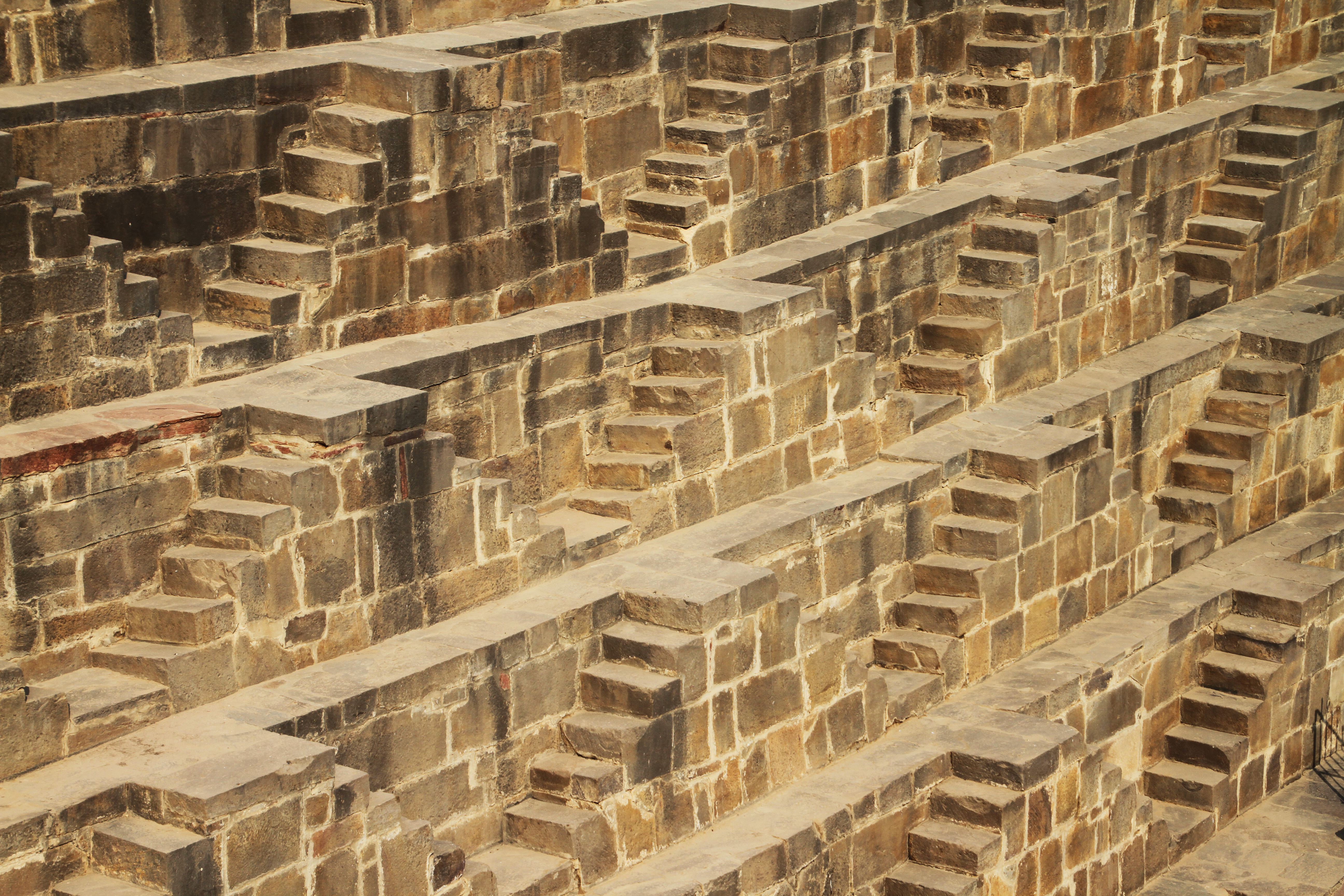
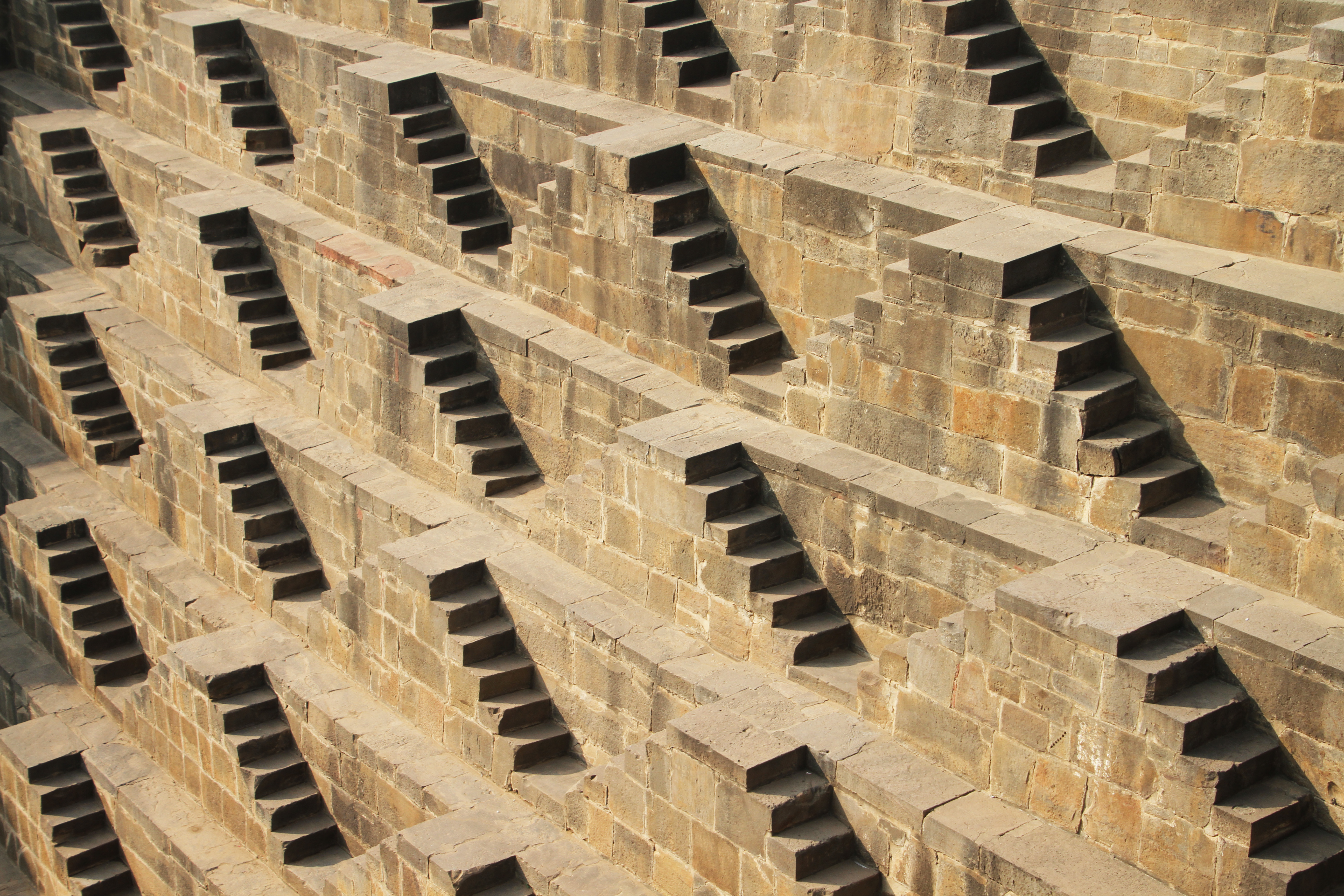
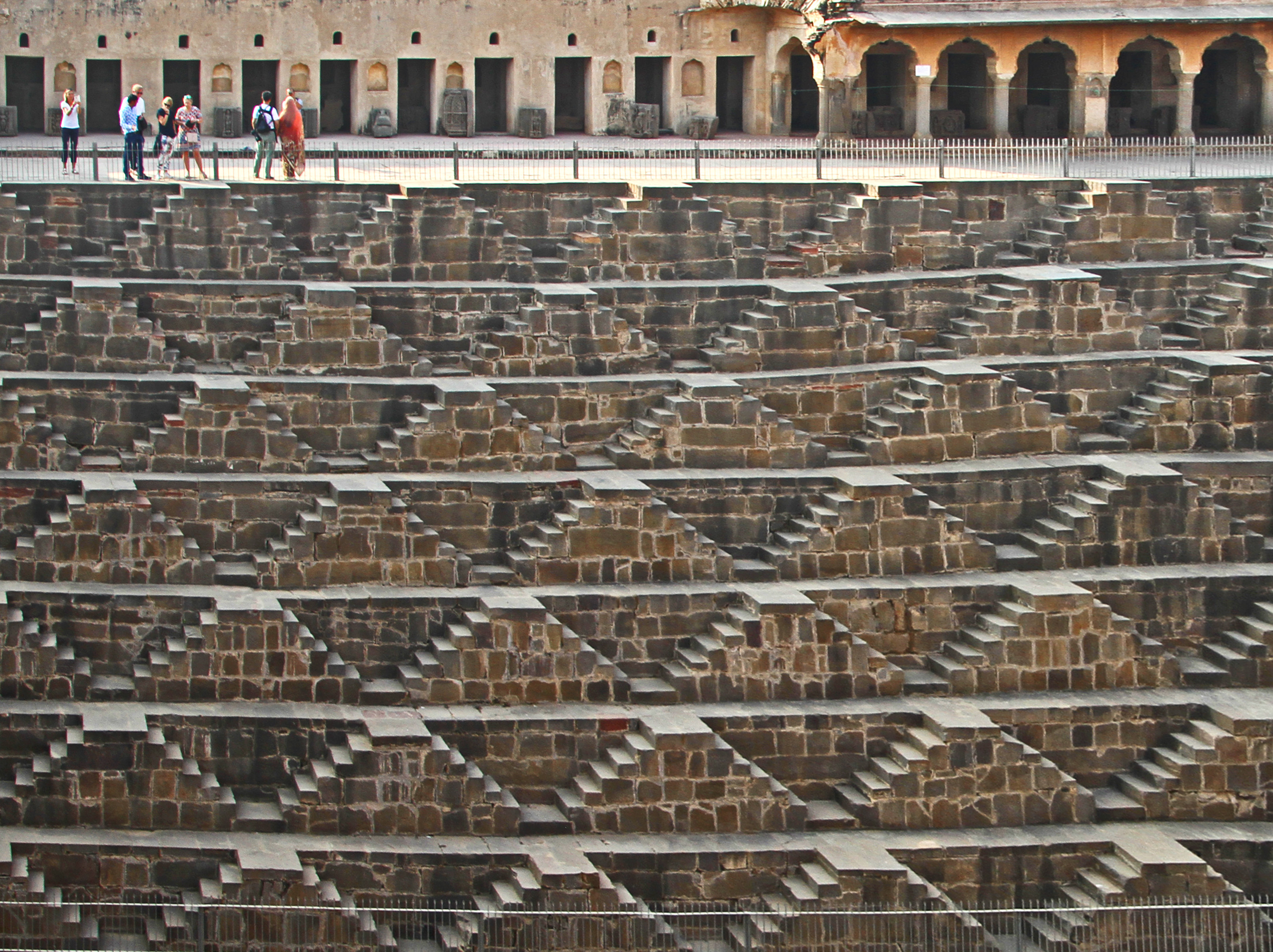

## 같이 보기
- 계단식 우물